# 劉建輝
劉 建輝（りゅう けんき、1961年 - ）は、中国の文学研究者。国際日本文化研究センター教授。専攻は日中比較文学、比較文化。

## 経歴
1961年、中国・遼寧省生まれ。1977年に高校卒業。1978年9月に遼寧大学外国語学部日本語学科に進学し、1982年7月に卒業。1990年10月、神戸大学大学院文化学研究科博士課程を修了。文学博士号取得の学位論文は『帰朝者・荷風』。
1990年12月、南開大学外国言語文学部日本語言文学科助教授に就いた。1995年11月、北京大学比較文学・比較文化研究所助教授に転じた。1999年4月、国際日本文化研究センター助教授となった。国際日本文化研究センター研究部准教授を経て、2013年4月に同教授昇任。2016年10月より副所長を兼任した。

## 受賞
- 2001年：『魔都上海：日本知識人の「近代」体験』で日本比較文学会賞を受賞[2]。

## 著作
単著
- 『帰朝者・荷風』明治書院 1993 ISBN 4625430658
- 『魔都上海：日本知識人の「近代」体験』講談社選書メチエ 2000 ISBN 4062581868
  - 増補版・ちくま学芸文庫 2010年 ISBN 4480093125
- 『日中二百年：支え合う近代』武田ランダムハウスジャパン(東アジア叢書) 2012 ISBN 4270007095

編著・共編著
- 『東アジアにおける近代知の空間の形成』孫江と共編、東方書店）2014 ISBN 4497214052
- 『異邦から/へのまなざし 見られる日本見る日本』白幡洋三郎との共編、思文閣出版）2017 ISBN 4784218963
- 『〈日中戦争〉とは何だったのか:複眼的視点』黄自進・戸部良一と共編、ミネルヴァ書房 2017 ISBN 4623079953
- 『大連ところどころ 【画像でたどる帝国のフロンティア】 』秦源治・仲万美子との共編、晃洋書房）2018 ISBN 4771030499
- 『日本浪曼派とアジア―保田與重郎を中心に―』呉京煥との共編、晃洋書房 2019 ISBN 4771031479
- 『戦時下の大衆文化 統制・拡張・東アジア』石川肇との共編、KADOKAWA 2022　ISBN 4044005656
- 『「満洲」という遺産 その経験と教訓』編、ミネルヴァ書房 2022 ISBN 4623088723
- 『絵葉書にみる日本近代美術100選』編、法藏館 2024 ISBN 4831856541
- 『ファッションと東アジアの近代』西村真彦・森岡真紀との共編、法蔵館 2025 ISBN 4831856568

講義動画
- 「近代東アジア文化の誕生 モダンロード（広州－上海－長崎）の成立」(日本研究のトビラをひらく3)日文研(youtube)